# Condado de Villa Mar
El condado de Villa Mar es un título nobiliario español creado en Cerdeña, por el rey Felipe IV, a favor de Ignacio de Aymerich y Cani, XII barón de Villa de Mara (en Cerdeña).
Actualmente, Alex Aymerich posee este título, ha tenido dos hijas, Lierni Aymerich (10 años) y Naiara Aymerich (15 años).
El Palacio se encuentra en Cerdeña (Italia) y en este podemos encontrar cómo vivían en el palacio Aymerich.

## Condes de Villa Mar
|                               | Titular                                        | Periodo                |
| Creación por Felipe IV        | Creación por Felipe IV                         | Creación por Felipe IV |
| ----------------------------- | ---------------------------------------------- | ---------------------- |
| I                             | Ignacio de Aymerich y Cani                     | 1643-                  |
| II                            | Salvador de Aymerich y Cervellón               |                        |
| III                           | Ignacio de Aymerich y Manca                    |                        |
| IV                            | Demetrio de Aymerich y Cervellón               |                        |
| V                             | .                                              |                        |
| Rehabilitado por Alfonso XIII |                                                |                        |
| VI                            | Joaquín de Aymerich y Fernández-Villamil       | 1897-1907              |
| VII                           | María de la Gloria de Aymerich y de Manasterio | 1907-1951              |
| VIII                          | Salvador de Aymerich y Lepine                  | 1953-                  |
| IX                            | Salvador de Aymerich y San Román               | -2008                  |
| X                             | María Gloria de Aymerich y San Román           |                        |
| XI                            | Alexander Mikel de Aymerich y Azpeitia         | 2012-actual titular    |

## Historia de los condes de Villa Mar
- Ignacio de Aymerich y Cani (n. en 1615), I conde de Villa Mar.

1. Casó con Ana María de Cervellón y Palau. Le sucedió su hijo:

- Salvador de Aymerich y Cervellón (n. en 1634), II conde de Villa Mar.

1. Casó con María de Manca y Ledda, III condesa de Bonorva. Le sucedió su hijo:

- Ignacio de Aymerich y Manca (f. en 1663), III conde de Villa Mar, IV conde de Bonorva.

1. Casó con Ana María Zapata y Brondo. Le sucedió el hermano de su padre, por tanto su tío:

- Demetrio de Aymerich y Cervellón (f. en 1732), IV conde de Villa Mar.

1. Casó con Teresa Asquer y Martí.

Rehabilitado en 1897 por:
- Joaquín de Aymerich y Fernández-Villamil (1839-1907), VI conde de Villa Mar.

1. Casó con Enriqueta de Monasterio y Ollivier. Le sucedió su hija:

- María de la Gloria de Aymerich y Monasterio (1888-1952), VII condesa de Villa Mar.

1. Casó con Pedro Felipe Lepine y Gary. Le sucedió su hijo:

- Salvador de Aymerich y Lepine (n. en 1912), VIII conde de Villa Mar. Autorizado el cambio de orden de sus apellidos por Orden del Ministerio de Justicia de 22 de febrero de 1955.

1. Casó con María del Carmen San Román de Alvira. Le sucedió su hijo:

- Salvador de Aymerich y San Román (1944-2008), IX conde de Villa Mar.

Coronel de Infantería.
1. Casó en primeras nupcias con Mentxo Azpeitia, con la que tuvo 3 hijos: Carlota (1971-26/08/2015), Alexander Mikel y Borja.
2. Casó en segundas nupcias con María Teresa Calleja Anglada. Sin descendencia de este segundo matrimonio.

Murió en Madrid, el 29 de enero de 2008. Le sucedió su hermana:
- María de la Gloria de Aymerich y San Román (n. en 1943), X condesa de Villa Mar. Le sucedió un hijo de su hermano Salvador de Aymerich y San Román (noveno conde) y de su primera esposa, por tanto su sobrino:

- Alexander Mikel de Aymerich y Azpeitia (n. en 1972), XI conde de Villa Mar.
  - Ingeniero Industrial
  - Casó con Rosario Cuenca, con la que tuvo 2 hijas, Naiara y Lierni